# 楊斯竣
楊斯竣（英語：Bill Yeung Sze-chun，1990年—），前任香港東區區議會鯉景灣選區選區區議員、西灣河之友主席、前新城數碼財經台節目主持、民政事務局公共事務論壇成員及香港女童軍總會（東區分會）名譽會長。

## 簡歷
楊斯竣籍貫廣東惠陽，畢業於路德會呂祥光中學和香港中文大學社會科學院經濟系，亦為崇基學院2013年畢業生。
畢業後為新城數碼財經台節目主持，先後主持財星學堂﹑散戶奇兵等節目。及後組織社區團體西灣河之友，擔任主席。後來以獨立無黨派身份參與2015年區議會選舉，與當時爭取第五度連任之傅元章，工黨王學今及何超光競逐，最後楊斯竣以2008票當選，傅只獲955票連任失敗。
2017年屋宇署向俗稱「太古樓」之私人樓宇(前太古員工宿舍)發出清拆命令，他抨擊屋宇署沒有為居民著想，及後組織太古樓超過500名居民與屋宇署直接對話，要求署方暫緩命令執行及協助受影響居民。
2019年香港區議會選舉，楊沒有角逐連任區議員。